# Tyler Ulis
Tyler Ulis (sinh ngày 5 tháng 1 năm 1996) là một cầu thủ bóng rổ chuyên nghiệp người Mỹ cho Stockton Kings của NBA G League. Anh chơi bóng rổ đại học cho Kentucky Wildcats.